# Frajeři ve Vegas
Frajeři ve Vegas (anglicky: Last Vegas) je americká komedie z roku 2013 režírovaná Jonem Turteltaubgem v hlavních rolích s Michaelem Douglasem, Robertem De Nirem, Morganem Freemanem, Kevinem Klinem a Mary Steenburgen.

## Děj
Film pojednává o čtyřech celoživotních přátelích z Brooklynu, kteří se sejdou v Las Vegas, když jim jeden z nich překvapivě oznámí, že se bude ženit.
V Las Vegas spolu zažijí nezapomenutelný víkend a Billy, který se zde měl na prahu své sedmdesátky poprvé oženit s jednatřicetiletou Lisou,
zde konečně dospěje a uvědomí, že už není teenagerem, a že svatbou s mladší ženou neomládne. A najde zde svou skutečnou lásku Dianu.

## Obsazení
| Michael Douglas  | Billy  |
| Robert De Niro   | Paddy  |
| Morgan Freeman   | Archie |
| Kevin Kline      | Sam    |
| Mary Steenburgen | Diana  |
| Bre Blair        | Lisa   |